# غليظ المنقار ذهبي الجناح
غليظ المِنقار ذهبي الجناح أو حسون الوديان أو هزار (الاسم العلمي: Rhynchostruthus)، جنس عصافير من فصيلة الشرشوريات. تُعرف باسم غليظات المنقار ذات الأجنحة الذهبية، وهي طيور مغردة جذابة، مُكتنزة، متوسطة القد، قوية المنقار، مقصورةٌ على المناطق العربية الجنوبية والشمال الصومال.
عادُة ما توجد هذه الطيور المراوغة بين 1060 و 2800 متر عن مستوى سطح البحر في الوديان الحرجية وأراضي الأجمة. يبدو أن ثمار العرعر والسنط والعنجد تشكل الجزء الأكبر من قوتها.